# Sansego
Sànsego (in croato Susak) è una piccola isola del nord dell'Adriatico sulle coste della Croazia. Una piccola percentuale di nativi risiede ancora sull'isola anche se è diventata sempre più una meta turistica (specialmente nel picco estivo). Molti degli abitanti originari di Sansego vivono ora negli Stati Uniti d'America.

## Geografia fisica
Localizzata nel Quarnaro a sud-est della penisola dell'Istria, l'isola croata è 7 km a sud-ovest dall'isola di Lussino, e 10 km a sud dell'isola di Unie, e 120 km a est della costa italiana. Sansego è lunga circa 3 km e larga circa 1,5 km, e copre un'area di circa 3,8 km. Il punto più alto di Sansego, monte Garba, è 98 m sul livello del mare.
L'isola è geologicamente diversa dalle altre isole croate perché è formata principalmente da sabbia fine su una base calcarea. Gli scienziati ipotizzano che si sia formata da sedimenti del fiume Po durante l'ultima era glaciale.

## Storia
La storia di Sansego è molto ricca e complessa. Tuttavia, poco di quello che è successo prima del XX secolo è noto. Questo è dovuto principalmente a tre fattori. In primo luogo, pochi degli abitanti di Sansego prima del XX secolo avevano un'istruzione. Prima del massiccio esodo di abitanti dovuto alla seconda guerra mondiale, era raro trovare un residente che avesse finito la scuola. In più la storia dell'isola non fu scritta (fu tramandata oralmente). Infine, e probabilmente più importante, la storia dell'isola fu costantemente manipolata dai vari governanti. Per esempio, il nome dell'isola cambiò tre volte (Sansagus, Sansego, e Susak) a seconda di chi governava al momento. Per questa ragione è difficile mettere insieme i pezzi della storia dell'isola.

### Dall'antichità a Napoleone
Si crede che Sansego sia stata abitata per almeno duemila anni da Illiri, marinai greci, e dai Romani (era luogo di villeggiatura estiva per cittadini ricchi). Anche se ci sono poche prove per confermare questa tesi, a Sansego ci sono alcune rovine (compresi edifici mosaici monete e tombe) e sulle altre isole intorno. In seguito si scoprì che l'isola fu abitata durante il Medioevo. Supponendo che Sansego sia stata abitata, i Croati avrebbero governato l'isola sotto l'Impero Bizantino (dal 500 al 1000 circa).
Giovanni Diacono ha scritto il più antico testo riguardante Sansego nell'XI secolo, parlando di pirati saraceni che nell'844, nel mare antistante distrussero una flotta veneziana. Le navi superstiti si sarebbero rifugiate a Sansego.

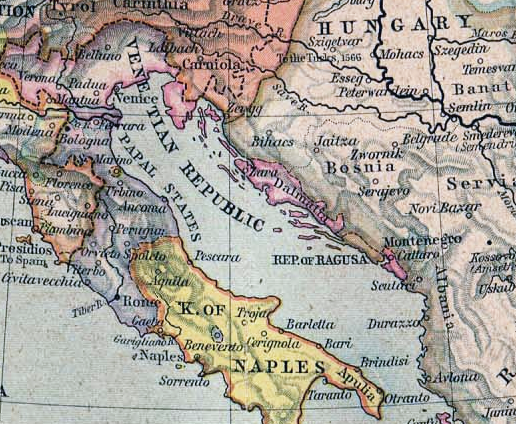
Mappa della Repubblica Veneziana intorno al 1560

Sansego era probabilmente governata dal Regno Croato durante il X e l'XI secolo. Intorno al 1071, il re croato Kresimir donò Sansego ai Monaci Benedettini per costruire un'abbazia sull'isola. I monaci fondano due cenobi, il monastero di San Michele ai piedi del Monte Garba (o Garbo) ed il monastero di San Nicolò (o Nicola) sulla sommità del monte medesimo. I Benedettini governarono Sansego fino a un periodo compreso tra il XII secolo e il 1267, anno in cui l'Istria diventò parte dei territori della Repubblica di Venezia. Il monastero di San Michele venne abbandonato nel 1350, mentre il monastero di San Nicolò fu operativo dall'XI secolo fino al 1770 quando la Chiesa di San Nicola fu costruita per rimpiazzarlo.
Tra il XIII e il XVIII secolo Sansego fu menzionata in vari documenti, grafici e messaggi ufficiali dai dogi veneziani. Intorno al 1280, viene pubblicata la più antica carta nautica che cita Sansego, la Carta Pisana. Tra il XVI e il XVIII secolo i cartografi descrissero un insediamento a Sansego. Nel 1593 Christiaan Sgrooten fu il primo a segnalare un insediamento nell'isola. Nel tardo XVII secolo, il cartografo Cornellius menziona una torre a Sansego: Villa e torre di Sansego. Nel 1771 il cartografo Alberto Fortis cita un insediamento a Sansego con una chiesa, un porto e diverse insenature e promontori.
Dopo i monaci Benedettini, la Repubblica di Venezia fu il successivo governante di Sansego. Il dominio veneziano termina il 17 aprile 1797 quando Napoleone Bonaparte firma il trattato di Leoben cedendo le terre tra Istria e Dalmazia all'Austria. La proposta di passaggio di queste terre all'Austria fu ratificata il 17 ottobre 1797 dal trattato di Campoformio.

### Da Napoleone attraverso i tempi moderni
Sebbene Sansego fosse ora parte dell'Impero d'Austria, era ancora sotto la giurisdizione di Napoleone. Questa area tra Istria e Dalmazia nel periodo dal 1797 al 1815 fu conosciuta come Province Illiriche dell'Impero di Napoleone o semplicemente Illiria di Napoleone.
Dopo l'esilio di Napoleone, l'Impero Austriaco annesse Sansego e gran parte della regione per una risoluzione del Congresso di Vienna. Nei successivi 100 anni, dal 1815 fino alla fine della prima guerra mondiale nel 1918, l'isola fu governata dall'Impero Austriaco e successivamente dall'Impero austro-ungarico. Sotto il governo austro-ungarico Sansego divenne parte del Litorale Austriaco di Küstenland.
Dopo il crollo dell'Impero austro-ungarico al termine della prima guerra mondiale, il trattato di Saint-Germain-en-Laye del 1919 diede Sansego all'Italia. Il governo italiano sotto Benito Mussolini iniziò l'italianizzazione dei nuovi territori italiani. A Sansego, per esempio, il governo italiano cambiò il nome e la pronuncia di alcuni dei cognomi: "Tarabokija" divenne "Tarabocchia"; "Picinić" divenne "Piccini".
È interessante notare come molti degli emigrati dall'isola, prima dell'annessione alla Croazia, si identificassero come emigrati italiani e non come jugoslavi o croati.

Mappa della Croazia basata su una mappa del 2004 dell'ONU

La sovranità italiana su Sansego finì nel settembre 1943, quando gli Alleati invasero l'Italia. I nazisti stabilirono la Zona d'operazioni del Litorale adriatico e presero controllo dell'area (compreso Sansego). I Nazisti rimasero sull'isola fino alla fine della seconda guerra mondiale nel 1945.
Nel 1947 il trattato di pace di Parigi mise formalmente fine alla seconda guerra mondiale. Sansego divenne ufficialmente parte della Jugoslavia sotto il governo del maresciallo Tito. La Jugoslavia fu divisa in sei repubbliche, un distretto autonomo e una provincia autonoma. Sansego divenne parte della Repubblica Socialista di Croazia.
La maggior parte della popolazione abbandonò l'isola dalla fine della seconda guerra mondiale fino al 1960. 
Il 25 giugno 1991 la Croazia si dichiarò indipendente dalla Jugoslavia e Sansego divenne parte della Croazia.

## Popolazione
Gli abitanti di Sansego abitano tutti nell'insediamento omonimo. L'insediamento ha due parti: sulla cima di una piccola collina si trova Gornje Selo, o Gornje Susak, in italiano Sansego Alta, la parte più antica, dove è situata la chiesa; Donje Selo, o Donje Susak, in italiano Sansego Bassa, è la parte più bassa del villaggio vicino al lungomare e al piccolo porto.
Tra il 1948 e i primi anni sessanta, la popolazione dell'isola crollò. Nel 2001 Sansego aveva solo 188 abitanti in rapporto a 2.500 o 5.000 emigranti e discendenti di emigranti che vivono negli Stati Uniti d'America.
Ci sono solo pochi cognomi di Sansego. Le incisioni sulle lastre bianche sull'isola presentano questi cognomi (o varianti di essi): Busanić, Hrončić, Lister, Matešić, Mirković, Morin, Picinić, Sutora, Skrivanić, e Tarabokija.
Prima della seconda guerra mondiale, la maggior parte degli abitanti (se non tutti) lavorarono come vignaioli, contadini, pescatori, o una combinazione delle tre occupazioni. Oggi, gli emigranti svolgono una varietà di professioni come ingegneri, avvocati o autisti.
La personalità più famosa legata a Sansego è Albin Starc, un pilota della seconda guerra mondiale nato nel 1916. Va citato anche il calciatore Emmerich Tarabocchia.
| Anno     | 1857 | 1910 | 1921 | 1931 | 1948 | 1991 |
| -------- | ---- | ---- | ---- | ---- | ---- | ---- |
| Abitanti | 1089 | 1412 | 1564 | 1541 | 1629 | 188  |

## Economia
Per gran parte della storia dell'isola, gli abitanti di Sansego si mantenevano producendo vino, coltivando, e pescando. Gli isolani produssero una buona quantità di vino e grappa tra il 1936 e il 1969 grazie a una cantina cooperativa. Contemporaneamente ci fu anche un conservificio di pesce nell'isola.
Dalla metà degli anni sessanta, l'isola fu completamente spopolata con la città principale virtualmente in rovina.

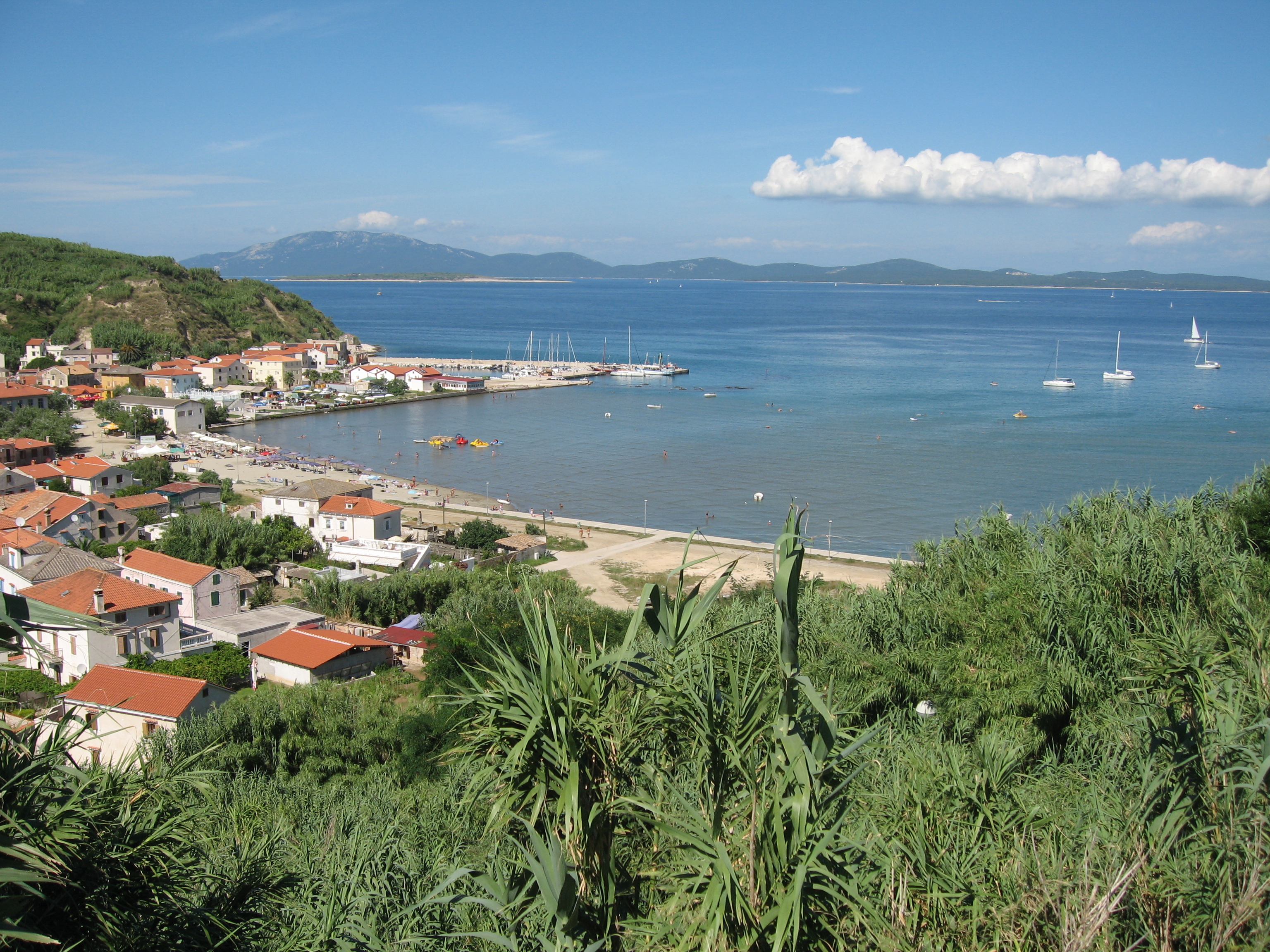
Scorcio della spiaggia cittadina vista dalla collina

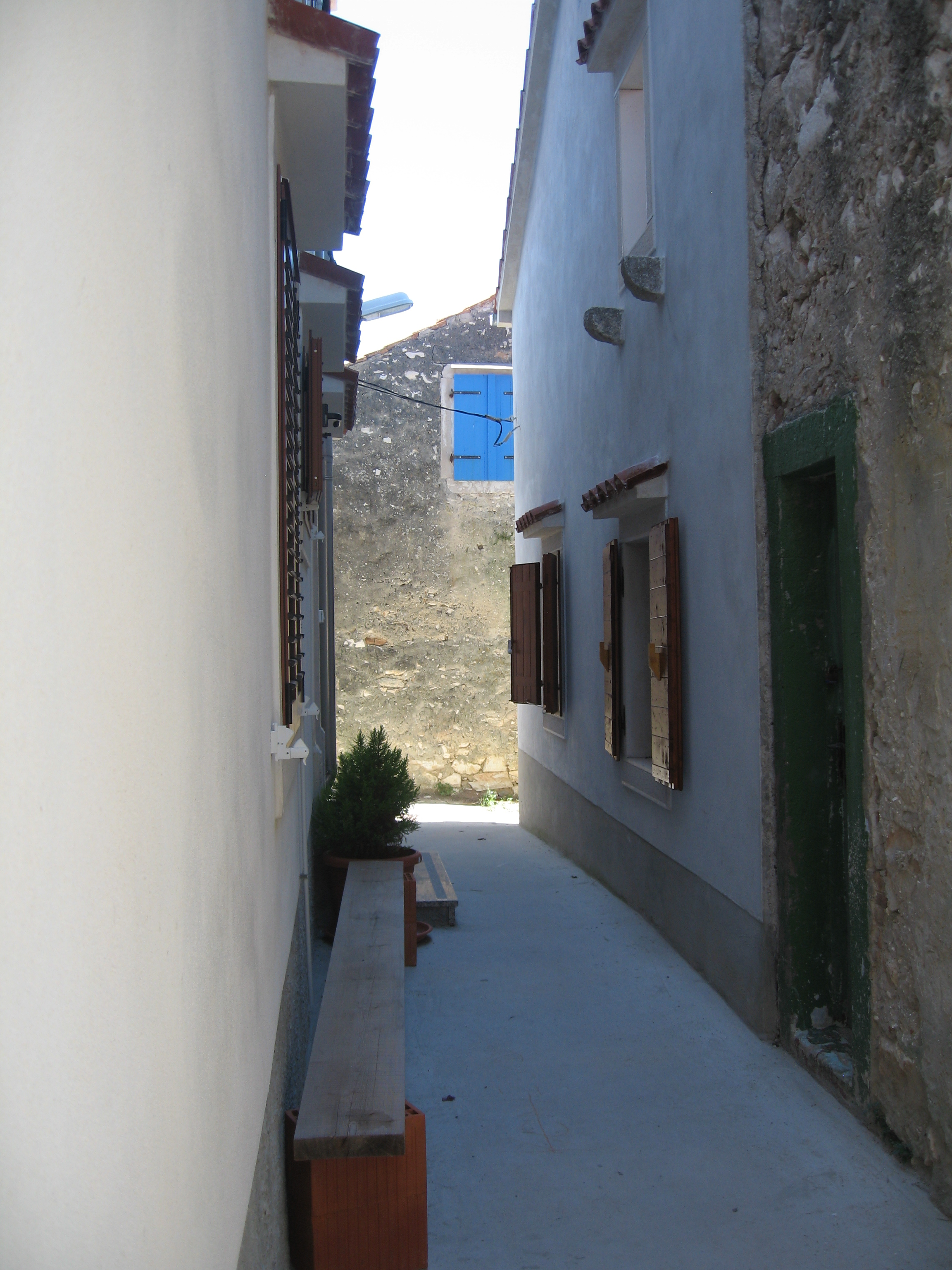
Un viottolo del paese

Oggi, il turismo è l'industria principale dell'isola anche se il vino è ancora prodotto (la qualità rossa chiamata pleskunac e quella secca rosata chiamata trojišćina). Soprattutto nei mesi del picco estivo la popolazione cresce a causa del gran numero di turisti che visitano l'isola per una notte o per escursioni di una giornata. Una spinta al turismo di Sansego è il Susak Expo – un evento internazionale annuale di arte capace di attrarre un gran numero di artisti.

## Costumi
A causa della notevole distanza dalla costa croata e del numero di stati che nei secoli hanno governato l'isola, gli abitanti di Sansego hanno molte tradizioni uniche. Alcuni costumi sono propri solamente dell'isola (come la lingua e il particolare abbigliamento). Tradizioni, come quelle riguardanti la cucina, sono l'unione di quelle provenienti dall'Europa Meridionale e da quella Centrale.
Gli abitanti di Sansego parlano un particolare dialetto compreso solamente sull'isola e tra la più vecchia generazione di emigrati. In più, la maggior parte degli abitanti sopra i 60 anni parla italiano. Una curiosità che si riscontra negli abitanti più anziani dell'isola è che le parolacce e imprecazioni sono sempre proferite in lingua italiana anche da parlanti del locale dialetto croato.